# Brigade 2506
Brigade 2506 ist der Name einer Militäreinheit von Exilkubanern, die von der CIA noch unter der Regierung des US-Präsidenten Dwight D. Eisenhower für die Invasion in der Schweinebucht ausgebildet wurde und am 17. April 1961, zu Beginn der Präsidentschaft von John F. Kennedy, zum Einsatz kam.

## Vorgeschichte und Bildung der Brigade
Das kommunistische Kuba wurde seitens der USA als großes Gefahrenpotential und als Provokation angesehen. Man hatte faktisch einen Außenposten der UdSSR im eigenen Einflussbereich und befürchtete eine politische Einflussnahme auf die mittelamerikanischen Nachbarländer.
Der damalige CIA-Direktor Allen Welsh Dulles forderte seit 1959, dass die USA Maßnahmen zum Sturz des kubanischen Präsidenten Fidel Castro unternehmen müsse, um eine demokratische und für die USA gefahrlose Nachfolgeregierung zu ermöglichen. Eisenhower räumte Kuba zu der Zeit jedoch keine Priorität ein, sondern konzentrierte sich auf Europa und Asien. Dulles legte dem US-Sicherheitsrat mit der Aktennummer NSC 5412/2 einen Operationsplan für einen Sturz der Castro-Regierung vor, dessen Ausführungsorgan intern nur noch 'Komitee 5412' genannt wurde.
Der Plan umfasste 4 Kernschritte:
1. Einrichtung einer kubanischen Exilregierung
2. Start einer „kraftvollen Propagandaoffensive“ ('a powerful propaganda offensive')
3. Errichtung einer verdeckten Aufklärungs- und Ausführungsorganisation, die der Exilregierung verantwortlich unterstehen sollte
4. Bildung einer paramilitärischen Einheit außerhalb Kubas, die später zu Guerilla-Einsätzen in Kuba eingesetzt werden sollte

Am 10. März 1960 wurde dieser Plan endgültig vom Sicherheitsrat bewilligt, mit Zusatz vom 14. März 1960, nach dem neben Fidel Castro auch dessen Bruder Raúl und der weitere Revolutionsheld Ernesto Che Guevara „beseitigt“ werden sollten.
Die CIA hatte zu diesem Zeitpunkt bereits die ersten 28 Exilkubaner rekrutiert, die den Grundstock für die im Plan 5412 vorgesehene Kampfgruppe bilden sollten. Nachdem der US-Präsident für die Aktion 13 Millionen US-Dollar bewilligte, die aus verschiedenen Haushaltsstellen stammten und nie offiziell bestätigt wurden, begann die CIA mit Hilfe der US Army, die Guerillaeinheit zu bilden.
Verantwortlich war der Chef für verdeckte Operationen der CIA, Richard Mervin Bissell, dem als militärischer Kommandeur General Charles P. Cabell zur Seite gestellt wurde. Für die Exilkubaner war der Kommandeur jedoch der Kubaner José Pérez San Romain (genannt Pepe), denn den Brigadisten gegenüber wurde behauptet, dass ein exilkubanischer Millionär die kleine Streitmacht finanziere. San Romains Stellvertreter war Ernesto Oliva, für die Guerilla-Sabotagetrupps war José Basulto verantwortlich. Jeder Brigadist erhielt eine Erkennungsnummer, Basulto war die Nummer 2522. Die Zählung begann mit 2500, um eventuellen Verrätern eine viel stärkere Einheit vorzutäuschen.
Am 8. September 1960 kam bei einem Übungsunfall der Brigadist Carlos Rodríguez Santana ums Leben. Zur Erinnerung wurde seine Erkennungsnummer, die 2506, zum neuen Namen der Brigade.
Am 4. November 1960 wurde die Guerilla-Ausbildung eingestellt, nachdem man den Plan insofern geändert hatte, dass man nun mit einer konventionellen Einheit, bestehend aus Fallschirmjägern und seegelandeten Bodenkräften in Kuba landen wollte.
Am 27. November 1960 wurde der neu gewählte US-Präsident John F. Kennedy über die Operation unterrichtet, der die Fortführung befahl.

## Gliederung und Ausrüstung

### Bodentruppen
Die genaue Zahl der eingesetzten Brigadisten ist nicht bekannt, die Schätzungen gehen von 1.300 bis 1.500 Mann aus, die aktiv an Land kämpften. 1.113 Brigadisten wurden von den kubanischen Streitkräften gefangen genommen, die am 22. Dezember 1961 gegen Waren im Wert von 53 Millionen US-Dollar freigekauft wurden. 104 Mann starben.
Gegliedert waren die Bodentruppen in 3 Bataillone Infanterie, einem Panzerzug mit 5 M41 Walker Bulldog, 10 × 2,5to Lkw, 1 × Bulldozer, 6 × Jeep, 1 × Wasseranhänger und einem Tankwagen mit 7.000 Gallonen Kerosin. Alle Fahrzeuge gingen verloren.
Das Fallschirmjägerbataillon war in 3 Kompanien aufgeteilt, die an 2 Landezonen abgesetzt wurden.

### Luftstreitkräfte
Den Brigadisten standen 6 Transportflugzeuge Curtiss C-46 und 6 Douglas C-54 zur Verfügung. Die Maschinen sollten die Fallschirmjäger und Nachschub absetzen.
Am Wichtigsten waren 16 Stück Douglas A-26 Bomber, die 1960 als B-26B Erdangriffsflugzeuge an Guatemala geliefert und danach an die CIA zurückgeliehen wurden. Diese Maschinen wurden in den Farben der kubanischen Luftwaffe lackiert und sollten zeigen, dass die kubanische Luftwaffe nicht mehr auf Castros Seite stünde. Das Täuschungsmanöver missglückte, weil die Kubaner mit der Ausführung A die Bomber mit Glaskanzeln einsetzte, die Brigade-B26 aber mit der Ausführung B einen verkleideten Bug mit 8 × MG Kaliber .50 (12,7 mm) aufwiesen.
Die Ausbildung der Brigade-Piloten wurde durch 2 Piloten der Alabama Air National Guard durchgeführt, die zum CIA versetzt wurden. Diese beiden Piloten, Thomas Willard Ray und Leo Francis Baker, flogen auch Angriffe während der Invasion und wurden abgeschossen. Sie wurden bei Gefangennahme von kubanischen Soldaten als Spione hingerichtet. Von 6 eingesetzten US Piloten überlebten 2 die Operation.

### Seestreitkräfte
Die CIA leaste 5 Frachtschiffe von der Garcia Line, die von Exilkubanern geführt wurde. 
Die Atlantico, Caribe, Houston (Kapitän Luis Morse), und die Rio Escondido (Kapitän Bustavo Tirado) wurden mit Munition und Nachschub für 30 Tage beladen, die für 15.000 Mann reichen sollten. Man war der Überzeugung, dass nach der Landung ein Strom von Kubanern in die Brigade eintreten wolle. Die Lake Charles war mit Nachschub für weitere 15 Tage beladen und sollte am fünften Tag nach der Landung entladen werden. An Bord war auch die Gruppe 40, die Exilregierung. Ein sechstes Schiff sollte am zehnten Tag der Landung folgen, dieses sollte von einer US Reederei angemietet werden.
Alle Schiffe wurden in New Orleans beladen und fuhren anschließend nach Puerto Cabezas in Nicaragua. Von dort aus brach man zur Schweinebucht auf.
Die US Navy übergab zwei Landungsschiffe an die CIA, die Blagar (welche auch Kampfschwimmer an Bord hatte) und die Barbara J (Kapitän Osvaldo Inguanzo), letztere als schwimmender Befehlsstand. Diese LCI (Landing Craft Infantry) hatten eine Besatzung von etwa 30 Mann, die alle offiziell als zivile Matrosen anheuerten, jedoch alles ehemalige US-Navy-Matrosen waren.
Außerdem fuhr ein LSD (Landing Ship Dock) mit, die USS San Marcos, welche auf See 4 LCVP (Landing Craft Vehicle Personnel) und mehrere kleinere Sturmboote aus Glasfaser aussetzte und danach umkehrte. Die Besatzung bestand aus US Matrosen, die der CIA zuversetzt wurden.
Die LSVP wurden vom ehemaligen kubanischen Offizier Silvio Peres geführt, der auf der USS San Marcos zurückblieb und später in die US Navy übernommen wurde.
Die Houston und die Rio Escondido gingen bei kubanischen Luftangriffen verloren.
Weit auf See vor Kuba kreuzte der US Flugzeugträger Essex, der bei Bedarf Luftunterstützung geben sollte. Als die Brigade unter kubanischen Luftangriffen lag, wurde ein Einsatz der US-Flugzeuge jedoch untersagt. Ein Begleitzerstörer, die Eaton fuhr nahe an die Küste heran und gab Artillerieunterstützung, wurde dabei aber von kubanischen Panzern beschossen und zog sich wieder zurück.

## Die Brigade 2506 nach der Invasion
Nach der gescheiterten Invasion 1961 wurden die auf Kuba verhafteten Brigadisten in vom kubanischen Fernsehen übertragenen Schauprozessen zu hohen Haftstrafen verurteilt. 14 der 1193 Gefangenen wurden vom Rest der Brigade getrennt und in der Provinz Las Villas vor ein Militärtribunal gestellt. Gegen fünf aus dieser Gruppe wurde die Todesstrafe durch Erschießen vollstreckt. Eine Gruppe Gefangener wurde von Fidel Castro persönlich im Sportpalast von Havanna verhört, was der Rundfunk später in Auszügen dokumentierte. Sie wurden im Dezember 1962 gegen die Lieferung von Medikamenten und Nahrungsmitteln im Gegenwert von 53 Millionen Dollar ausgetauscht und in die USA ausgeflogen. Sie bildeten anschließend einen Veteranenverein unter demselben Namen.
Zahlreiche Mitglieder der Brigade übernahmen nach der missglückten Invasion Aufträge für Geheimdienste verschiedener Regierungen (USA, Chile).
Die Luftstreitkräfte der Brigade 2506 kämpften später im Auftrag der CIA unter anderem im Kongo 1964–1965, auch gegen kubanische Militärberater.
Zu den bekanntesten Mitgliedern der Brigade gehörten:
- Jorge Mas Canosa, später einflussreicher Vertreter der Exilkubaner in Miami
- Luis Posada Carriles, später international gesuchter Terrorist
- José Basulto, später Gründer und Direktor der exilkubanischen Hilfsorganisation Brothers to the Rescue